# Krumstedt
Krumstedt ist eine Gemeinde im Kreis Dithmarschen in Schleswig-Holstein.

## Geografie

### Gemeindegliederung
Die Gemeinde gliedert sich in den Ort Krumstedt und die Siedlung Krumstedterfeld sowie die weiteren Ortsteile Krumstedter Vierth, Weddelkate, Sandberg, Krumstedtermoor und Karkhof.

### Nachbargemeinden
Nachbargemeinden sind im Uhrzeigersinn im Norden beginnend die Gemeinden Bargenstedt, Tensbüttel-Röst, Schafstedt, Eggstedt, Süderhastedt, Frestedt, Windbergen, Wolmersdorf und Nindorf (alle im Kreis Dithmarschen).

## Geschichte
Zahlreiche Funde aus der Steinzeit in der Umgebung deuten auf eine frühzeitliche Besiedlung hin. Die Endsilbe -stedt/-städt im Ortsnamen, die nur bis etwa ins 11. Jahrhundert gebraucht wurde, zeugt ebenfalls von einem hohen Alter der Siedlung. 
Erstmals erwähnt wurde die Gemeinde allerdings in einer Papsturkunde aus dem Jahre 1208. Dieser zur Folge ändert sich der Ortsname von Curiam scilicet Crimpestede in Trumpstede, um 1500 dann schließlich in Krumstede.
1288 ereignete sich bei Krumstedt eine Fehde zwischen Dithmarschern und Holsten, die als „Hasenkrieg“ in die Geschichte einging. Bei dieser Schlacht soll der Legende nach ein Hase im Feld, über den sich die Holsten erschreckt haben, den Dithmarschern den Sieg gebracht haben.
Im 16. und 17. Jahrhundert führte einer der wichtigsten und am stärksten befahrenen Handelswege zwischen Dithmarschen und Holstein, der sogenannte „Ochsenweg“, durch Krumstedt.
Ein Großteil der rezenten Gemeindeflächen gehörten von ca. 1560 bis 1745 zu einem großen Gut der Familie Rantzau. Teile dieser Flächen konnten allerdings ab 1585 von Krumstedter Bauern gegen Entrichtung einer Heuer genutzt werden.
Im Jahr 1744 erwarb die „Dithmarscher Landschaft“ das Gut und überließ es sukzessive diversen Privatpersonen. Zunächst wurde das Land für Viehzucht und Schafzucht verwendet, aber um 1870 auch als Ackerland urbargemacht. Zeitgleich fand auch eine die Aufforstung statt, wobei das Waldstück Landschaftliche Tannenkoppel entstand.
Ab Mitte des 19. Jahrhunderts wuchs Krumstedt recht schnell, was insbesondere an einer regen Bautätigkeit seit dieser Zeit festzustellen ist. 1867 wohnten etwa 526 Einwohner im Dorf.
Bereits 1860 wurde einige der Ortsstraßen zur Verbesserung der Lebens- und Arbeitsbedingungen gepflastert. Ab 1923 begann sukzessive auch eine Elektrifizierung der Kommune; allerdings waren diese Bauarbeiten erst in den 1970er Jahren abgeschlossen: Krumstedt besaß erst 1971 eine Straßenbeleuchtung und erst seit 1975 an die zentrale Wasserversorgung angeschlossen. Seit 1987 besteht eine Kanalisation.
Am 1. April 1934 wurde die Kirchspielslandgemeinde Südermeldorf-Geest aufgelöst. Alle ihre Dorfschaften, Dorfgemeinden und Bauerschaften wurden zu selbständigen Gemeinden/Landgemeinden, so auch Krumstedt.

## Politik

### Gemeindevertretung
Bei der Kommunalwahl am 14. Mai 2023 wurden insgesamt neun Sitze vergeben. Diese fielen erneut alle an die Kommunale Wählervereinigung Krumstedt. Die Wahlbeteiligung betrug 66,7 %.

### Wappen
Blasonierung: „In Grün im Schildhaupt und im Schildfuß je ein schmaler silberner Wellenbalken, dazwischen ein silbernes Rad, oben fächerförmig umgeben von drei giebelständigen goldenen Häusern.“
Mit der versetzten Anordnung von abstrahierten Häusern soll auf den Ursprung des Ortsnamens der Gemeinde Krumstedt (Krumme Stätte) hingewiesen werden. Das Rad symbolisiert den „alten Landweg“, der im 16. und 17. Jahrhundert als meistbefahrener Handelsweg zwischen Dithmarschen und dem Holsteinischen gilt. Die Wellenbalken beziehen sich sowohl auf den im Gemeindegebiet befindlichen verlandeten Windberger See, dessen Fläche heute als Windberger Niederung bekannt ist, als auch auf die beiden Grenzbäche Weddelbek und Schafau, die in der Niederungslandschaft des ehemaligen Marschsees zusammenfließen.

## Sport
Örtlicher Sportverein ist der TSV Krumstedt. Die Fußballsparte unterhält die Spielgemeinschaft SG Geest 05 mit den Nachbarvereinen TSV Schafstedt und TSV Eggstedt.